# شمس‌آباد (داودآباد)
شمس‌آباد، روستایی است از توابع بخش مرکزی شهرستان اراک در استان مرکزی ایران.

## جمعیت
این روستا در دهستان داودآباد قرار داشته و براساس سرشماری سال ۱۳۸۵جمعیت آن ۴۴نفر (۱۴خانوار) بوده‌است.